# Lễ hội pháo hoa quốc tế Seoul

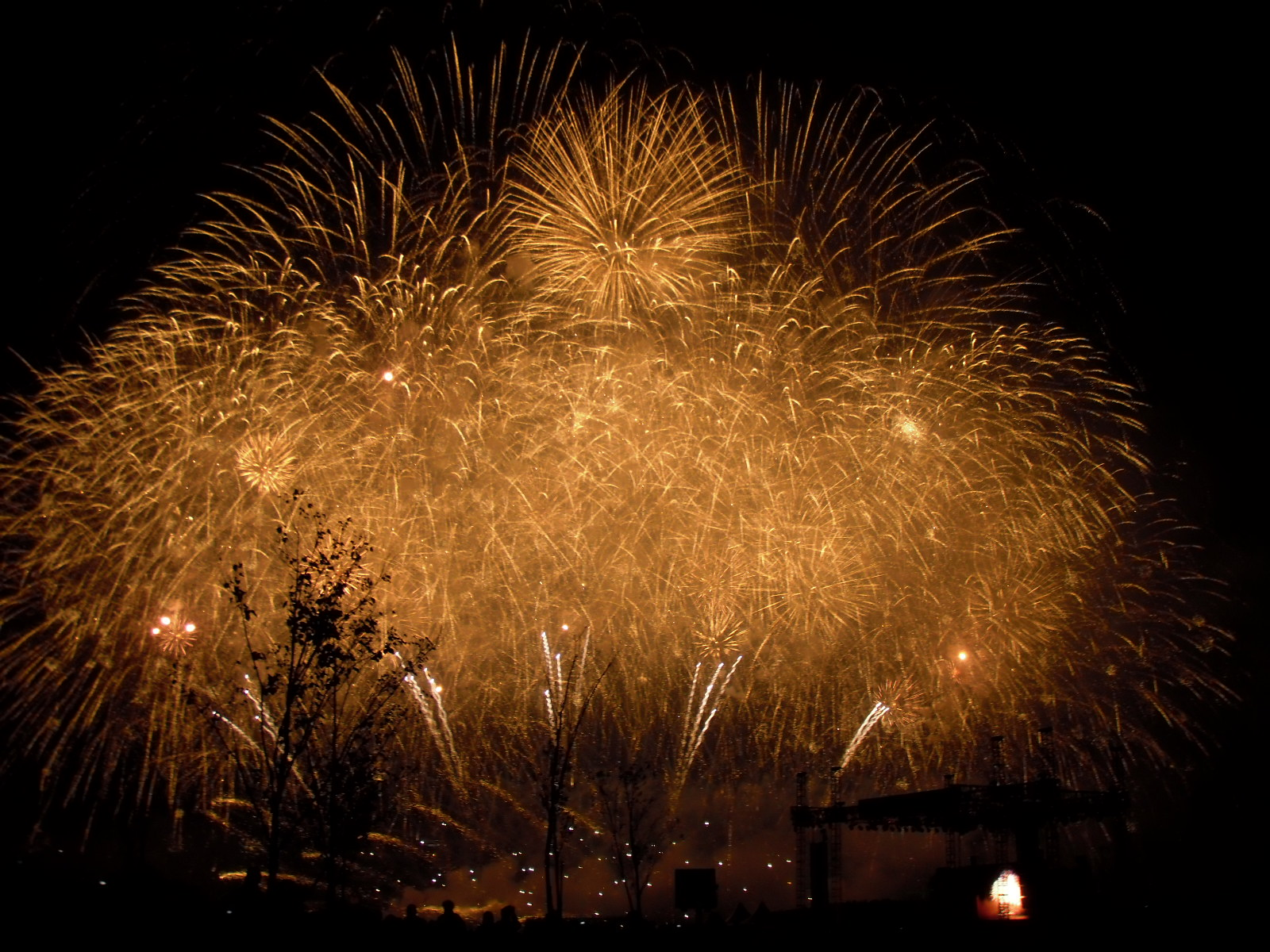
Lễ hội pháo hoa quốc tế Seoul 2011

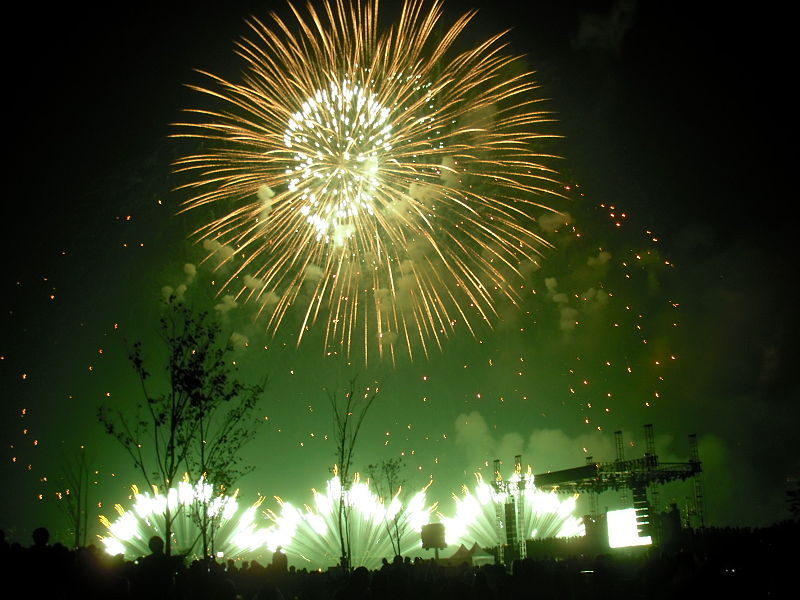
Lễ hội pháo hoa quốc tế Seoul 2011

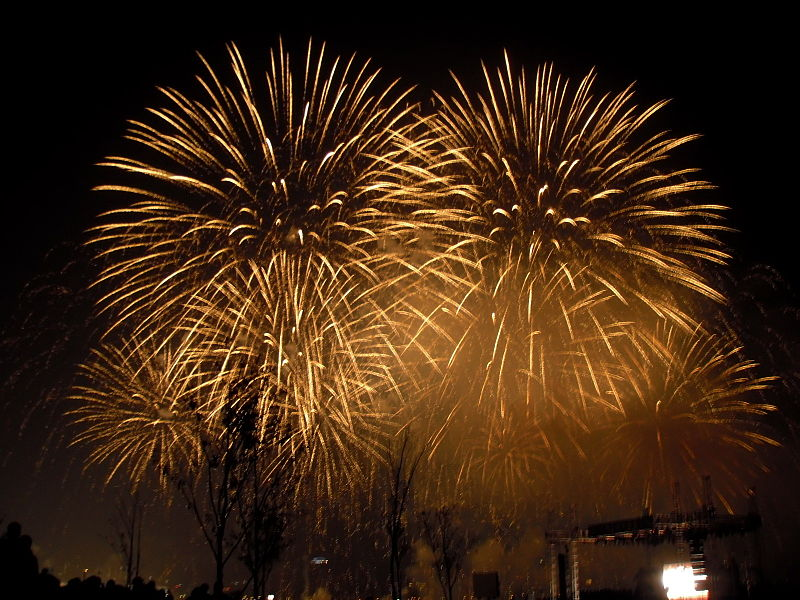
Lễ hội pháo hoa quốc tế Seoul 2011

Lễ hội pháo hoa quốc tế Seoul (tiếng Hàn: 서울세계불꽃축제) là một sự kiện trình diễn pháo bông ở Seoul bởi công ty Hanwha. Điểm khác biệt là các quốc gia đều tham dự sự kiện này mỗi năm. Năm ngoái, Canada, Nhật Bản, Pháp và Hàn Quốc đã làm việc cùng nhau. Sự kiện này được tổ chức lần đầu tiên vào năm 2000. Nó bắt đầu tại Công viên Hangang vào đêm tháng 10. Tuy nhiên, lễ hội này đã hủy vào năm 2001, 2006, và 2009. 
 Đến từ nhiều quốc gia, có nhiều loại pháo hoa khác nhau được trình diễn tại Hàn Quốc. Sau lễ hội, có một cuộc triển lãm ảnh tại đài quan sát tòa nhà 63 tầng.

## Giới thiệu
Với 100.000 pháo hoa được bắn lên, và hơn một triệu người đến xem mỗi năm. Lễ hội pháo hoa quốc tế Seoul là lễ hội pháo hoa đặc trưng ở Hàn Quốc Korea. Có khoảng 20.000 người đến tại sự kiện chính ở Yeoido. Ngoài ra, có hơn 100.000 người xem đến từ gần cầu Wonhyo, cầu Hangang, công viên Hangang Ichon. Tổng cộng, hơn 120.000 người đến xem lễ hội.
Thông thường, mỗi đội tham dự tại lễ hội pháo hoa quốc tế Seoul với chi phí khoảng 200 triệu won. Bao gồm các chi phí phát sinh, tập đoàn Hanhwa đã chi hơn 1.5 tỉ won.

## Vị trí
Gần ga tàu điện gầm tuyến 5 là ga Yeouinaru. Tuy nhiên, nhà ga sẽ bị kẹt cứng. Do đó, du khách được khuyến cáo nên xuống tại ga Yeouido trên tuyến 5, ga Saetgang tuyến 9, hoặc ga Daebang và đi bộ đến. Nếu du khách muốn thưởng thức lễ hội pháo hoa quốc tế Seoul tại công viên Hangang Ichon, tốt nhất nên xuống tàu tại ga Yongsan tuyến 1, ga Sinyongsan tuyến 4, hoặc ga Ichon. Nhiều du khách thưởng thức lễ hội tại bờ đối diện của sự kiện chính, công viên Hangang Ichon. Lễ hội sẽ đông kín người trước khi bắt đầu lễ hội 3 tiếng, du khách nên đến sớm và chọn một chỗ tốt cho mình.